# Município (Argentina)
Os municípios são um nível de organização administrativa municipal da Argentina, dependentes das províncias, às quais estão directamente vinculados. Desempenham funções legislativas, executivas e judiciais em conflitos menores.